# Albert S. Schwarz
Albert S. Schwarz  oder Albert Solomonowitsch Schwarz oder Albert Solomonowitsch Schwarts (* 24. Juni 1934 in Kasan, damals Sowjetunion) ist ein russisch-US-amerikanischer Mathematiker und mathematischer Physiker.

## Leben
Der Vater von Schwarz verschwand im sowjetischen Lagersystem und auch seine Mutter war im Lager, so dass er sie erst 1941 wiedersah. 1948 übersiedelten sie aus Kasachstan nach Iwanowo. Schwarz besuchte das Pädagogische Institut in Iwanowo ab 1951 (wo er bei W. A. Jefremowitsch studierte) und ab 1955 die Lomonossow-Universität, wo er 1958 bei Pawel Alexandrow promovierte (Kandidatentitel) und sich 1960 habilitierte (russischer Doktortitel). Schon als Student veröffentlichte er Arbeiten und organisierte zusammen mit Wladimir Boltjanski und Postnikow ein Seminar über moderne Methoden der Topologie (allerdings war die Seminarankündigung in den Augen Alexandrows zu salopp und verärgerte diesen, was negative Auswirkungen auf die Karriere von Schwarz hatte). Aus dem Seminar gingen (obwohl es weniger als 10 Teilnehmer hatte, darunter aber unter anderem Sergei Nowikow) wichtige Impulse für die algebraische Topologie in Russland aus. Ab 1958 war er Assistenzprofessor an der Universität Woronesch (bei M. Krasnoselski) und ab 1961 dort Professor. 1964 bis 1989 war er Professor für theoretische Physik am Moskauer Institut für Physik und Technologie (MIPT). 1989 war er Gastwissenschaftler am ICTP und SISSA in Trieste. 1990 wurde er Professor an der University of California, Davis. In den 1990er Jahren war er unter anderem Gastprofessor am Institut des Hautes Études Scientifiques (IHES), dem Max-Planck-Institut für Mathematik in Bonn, dem Mathematical Sciences Research Institute (MSRI) in Berkeley, der Harvard University, der University of California, Berkeley, am CERN, am Isaac Newton Institute in Cambridge, Caltech und am Mittag-Leffler-Institut in Stockholm.
Schwarz begann als Topologe (unter anderem Volumen-Invarianten von Mannigfaltigkeiten, topologische Fragen der Variationsrechnung, das von ihm eingeführte „Geschlecht“ von Faserräumen, Gegenstand seiner Habilitation), beschäftigte sich in den 1960ern mit Anwendungen der Topologie in der Funktionalanalysis und wandte sich dann in den 1970er Jahren der mathematischen Physik zu (er bevorzugt den Ausdruck physikalische Mathematik). Zunächst S-Matrix-Theorie in der Quantenfeldtheorie, dann Instantonen und magnetische Monopole, die in den 1970er Jahren erstmals wesentliche Anwendungen der Topologie in der Quantenfeldtheorie ermöglichten. Schwarz untersuchte auch fadenförmige topologische Objekte in Eichtheorien, speziell Alice-Strings in GUTs. Der Name kam von „Alice im Wunderland“ von Lewis Carroll, bei Umlaufen solcher Strings konnte ein Teilchen in diesen GUT´s zur nur schwach mit der „realen Welt“ wechselwirkenden Spiegelwelt überwechseln. Ab den 1980er beschäftigte er sich mit topologischer Quantenfeldtheorie (und vermutete unabhängig von Edward Witten Anwendungen in der Knotentheorie), Geometrie der Stringtheorie (Mehrschleifendiagramme, Superkonforme Mannigfaltigkeiten und deren Supermodulräume), Geometrie der Supergravitation, supersymmetrische Eichtheorien, Geometrie der Batalin-Vilkovisky Quantisierung, Nichtkommutativer Geometrie und ihrer Anwendung in der Stringtheorie.
1990 war er Invited Speaker auf dem Internationalen Mathematikerkongress (ICM) in Kyōto (Geometry of fermionic string).
Zu seinen Studenten gehört Dmitry Fuchs, W. Fatejew (Fateev), J. Tjupkin (Tyupkin), I. Frolow.

## Schriften
- Gauge theory and topology. Springer, 1993.
- Topology for physicists. Springer, 1996.